# Lycium stenophyllum
Lycium stenophyllum ist eine Pflanzenart aus der Gattung der Bocksdorne (Lycium) in der Familie der Nachtschattengewächse (Solanaceae).

## Beschreibung
Lycium stenophyllum ist ein aufrecht wachsender Strauch, der Wuchshöhen von 0,8 bis 2 m erreicht. Die Laubblätter sind behaart, 2 bis 20 mm lang und 0,5 bis 1,5 mm breit.
Die Blüten sind zwittrig und vierzählig. Der Kelch ist glockenförmig und behaart. Die Kelchröhre ist 1 bis 1,5 mm lang und mit 1 bis 2,5 mm langen Kelchzipfeln besetzt. Die Krone ist spreizend und weiß bis weißlich-blau gefärbt. Die Kronröhre erreicht eine Länge von 12 bis 16 mm, die Kronlappen werden 1 bis 2 mm lang. Die Staubbeutel sind an den unteren 2,5 bis 4 mm der Basis filzig behaart.
Die Frucht ist eine eiförmige Beere, die 3 bis 4,5 mm lang und 3 bis 4 mm breit wird. Je Fruchtblatt werden ein bis fünf Samen gebildet.
Die Chromosomenzahl beträgt 2n = 24.

## Vorkommen
Die Art ist in Südamerika verbreitet und kommt dort in Chile und Peru vor.

## Systematik
Innerhalb der Bocksdorne (Lycium) wird die Art nach phylogenetischen Untersuchungen in eine Klade mit anderen argentinischen und chilenischen Arten der Gattung gruppiert. Diese Arten sind jedoch näher mit einer Klade mit altweltlichen Arten verwandt als zu einer großen Klade mit anderen Arten vom amerikanischen Kontinent. Zu den nahe verwandten argentinischen und chilenischen Arten gehören Lycium ameghinoi, Lycium chanar, Lycium fuscum und Lycium minutifolium.